# Armie polskie
Armie polskie – wykaz armii Wojska Polskiego.
W czasie I wojny światowej:
- Armia Polska we Francji (pot. Błękitna Armia, Armia Hallera)

W czasie wojny z bolszewikami:
- 1 Armia
- 2 Armia
- 3 Armia
- 4 Armia
- 5 Armia
- 6 Armia
- 7 Armia
- Armia Rezerwowa

W dwudziestoleciu międzywojennym, w wypadku wojny z Rosją planowano (zob. plan „Wschód”) wystawić siedem armii:
- Armia „Wilno”
- Armia „Baranowicze”
- Armia „Lida”
- Armia „Polesie”[1]
- Armia „Wołyń”
- Armia „Podole”
- Armia „Lwów”

W kampanii wrześniowej 1939 Wojsko Polskie II RP zmobilizowało osiem związków operacyjnych, w tym siedem armii i jedną Samodzielną Grupę Operacyjną „Narew”:
- Armia „Modlin”
- Armia „Pomorze”
- Armia „Poznań”
- Armia „Łódź”
- Armia „Kraków”
- Armia „Karpaty”
- Armia „Prusy”

Ponadto, w trakcie działań wojennych improwizowane zostały kolejne związki operacyjne:
- Armia „Warszawa”
- Armia „Lublin”
- Armia „Małopolska”
- Armia gen. Przedrzymirskiego

W Polskich Siłach Zbrojnych zorganizowane zostały dwa związki operacyjne:
- Armia Polska w ZSRR nazywana potocznie „Armią Andersa”
- Armia Polska na Wschodzie

Ponadto w 1940 gen. Władysław Sikorski organizując Wojsko Polskie we Francji zamierzał wystawić jedną armię polową.
Na froncie wschodnim w czasie II wojny światowej utworzone zostały cztery armie:
- 1 Armia Polska w ZSRR nazywana potocznie „Armią Berlinga”
- 1 Armia Wojska Polskiego
- 2 Armia Wojska Polskiego
- 3 Armia Wojska Polskiego

Ostatnie trzy z wymienionych wyżej armii, w założeniach, tworzyć miały Front Polski.
Plany mobilizacyjne Ludowego Wojska Polskiego zakładały utworzenie Frontu Polskiego w składzie trzech armii ogólnowojskowych i jednej lotniczej:
- 1 Armia Ogólnowojskowa WP
- 2 Armia Ogólnowojskowa WP
- 4 Armia Ogólnowojskowa WP
- 3 Armia Lotnicza WP

W 1968, w ramach operacji „Dunaj”, Wojsko Polskie użyło jednego związku operacyjnego – 2 Armii.
W pierwszej połowie lat 90. XX wieku, po likwidacji struktur politycznych i wojskowych Układu Warszawskiego, zrezygnowano z wystawiania na czas „W” frontu i armii, na rzecz korpusów.
Nie były związkami operacyjnymi, lecz tworzyły część sił zbrojnych: Armia Krajowa (Siły Zbrojne w Kraju) i  Armia Ludowa.
Wyraz „armia” w swojej nazwie miała jedna z organizacji niepodległościowych przed I wojną światową – Armia Polska.